# Bell 47
Il Bell 47 è stato il primo elicottero certificato per uso civile l'8 marzo 1946. Fu progettato prevalentemente da Arthur M. Young che lavorò con la Bell Helicopters a partire dal 1941. Ne sono stati prodotti più di 5600 esemplari fino al 1974, compresi 1200 costruiti su licenza dalla Agusta in Italia dove venne denominato AB-47, 239 in Giappone e 239 nel Regno Unito.

## Storia
Il Bell 47 divenne operativo con le forze armate statunitensi dal 1946 e fu impiegato in diverse versioni e con diversi nomi per trenta anni. Nella guerra di Corea (1950-1953) fu denominato con nomenclatura militare H-13 Sioux dall'United States Army e con questo nome venne diffusamente conosciuto durante la lunga carriera.
Il Bell 47 è stato selezionato come elicottero da addestramento basico dalle forze armate di molti paesi, tra cui l'Italia.

## Descrizione tecnica
I primi modelli del Bell 47 erano realizzati con configurazioni molto diverse tra loro, variando 
tra esemplari con cabine aperte o chiuse o con carrello a 4 ruote. Il modello più comune, il 
47G introdotto nel 1953 divenne il più noto nella sua configurazione con il cockpit 
racchiuso in una grande bolla in plexiglas e con la struttura scoperta realizzata con tubi 
saldati, serbatoi di carburante esterni e a sbalzo e carrello a pattino. In seguito le successive versioni 47H e 47J Ranger vennero dotate di una cabina chiusa e di una trave di coda carenata.
I motori erano i Franklin o Lycoming a pistoni 
a cilindri orizzontali contrapposti da 200 fino a 305 hp (da 150 a 230 kW).
L'equipaggio poteva essere di 2 o 4.
Nel 2005 vi erano ancora esemplari in attività come elicotteri scuola o per uso agricolo.

## Varianti
Dati estratti da: The Complete Encyclopedia of World Aircraft.

### Civili

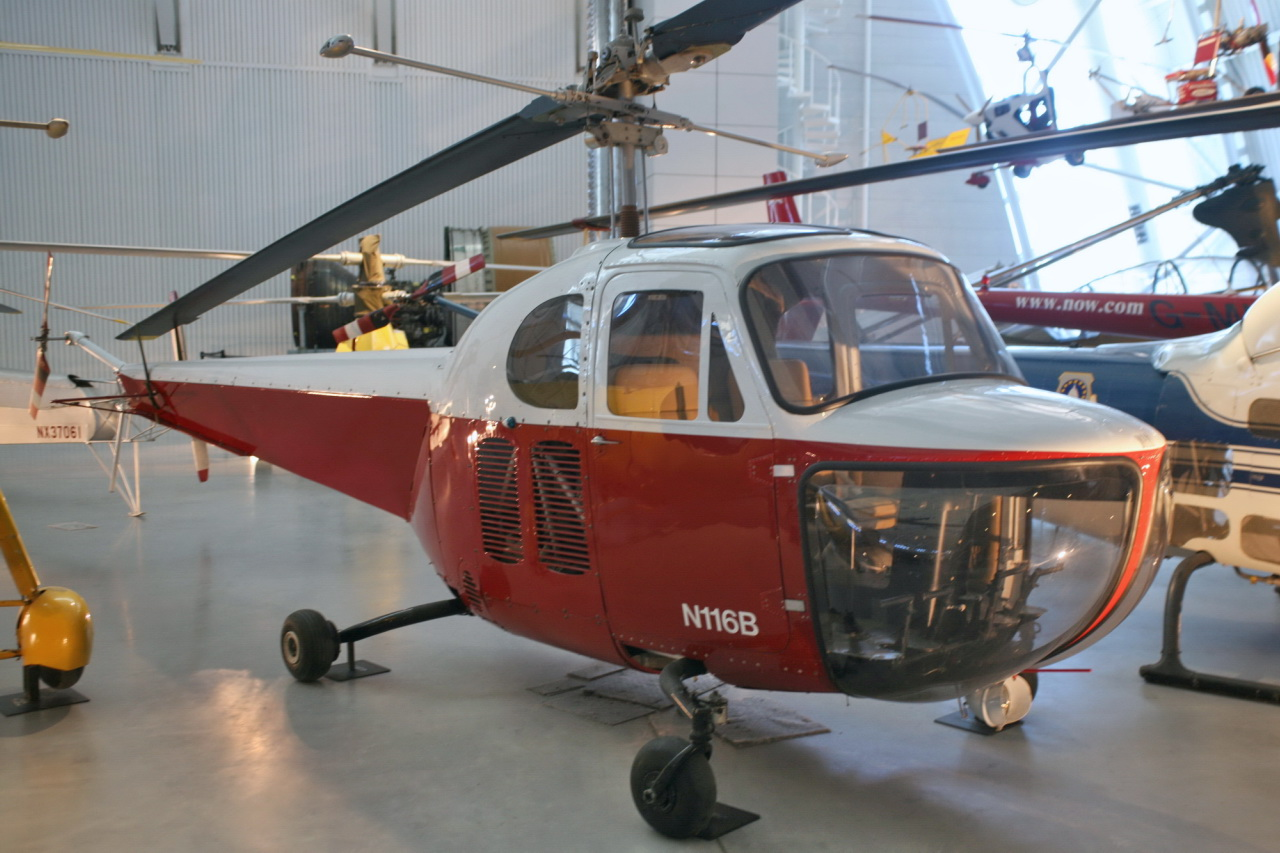
Il Bell 47B marche N116B esposto al Steven F. Udvar-Hazy Center.

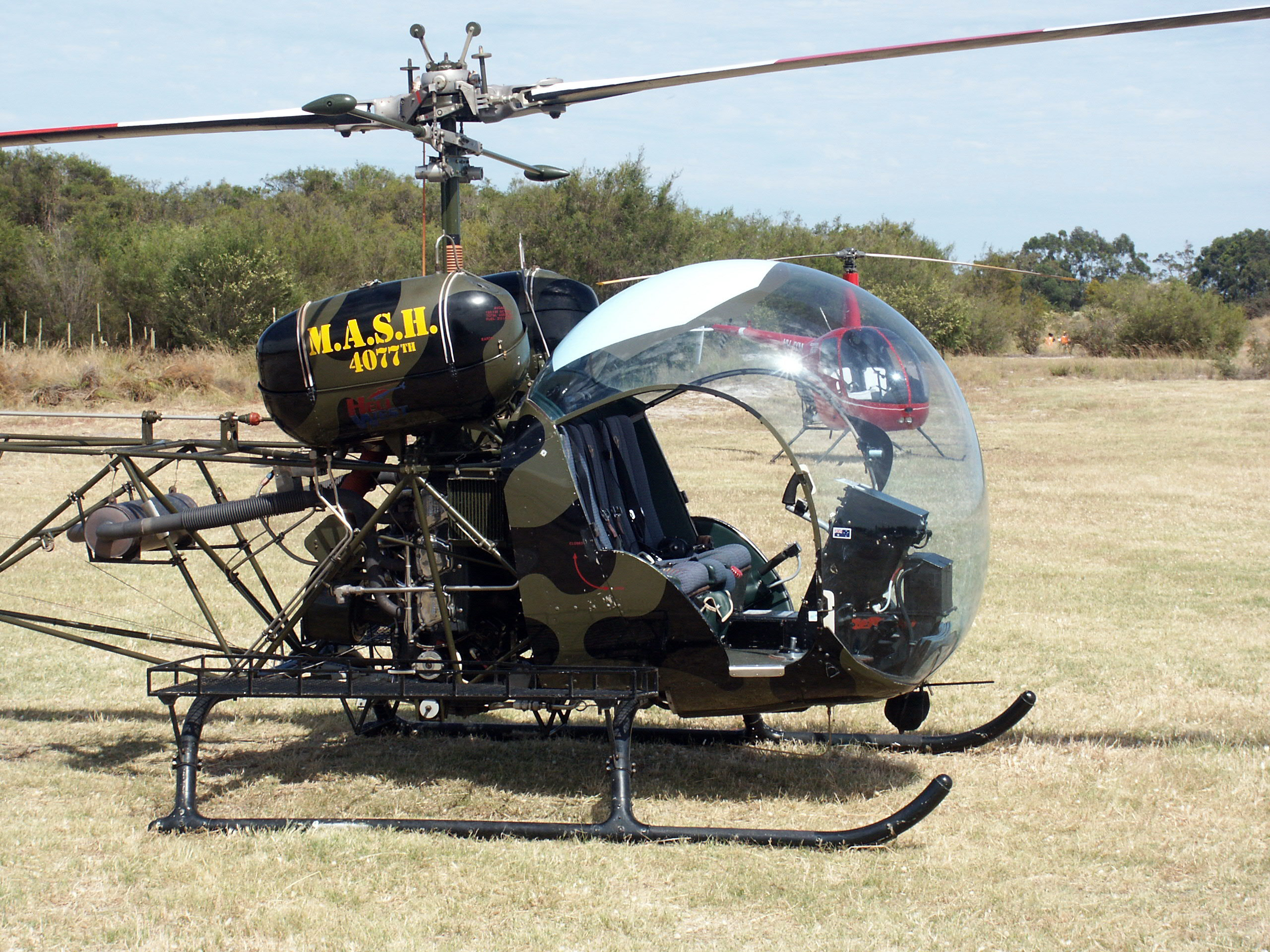
Un Bell 47-G in configurazione Mobile Army Surgical Hospital (M.A.S.H). Notare la lettiga scoperta sul lato.

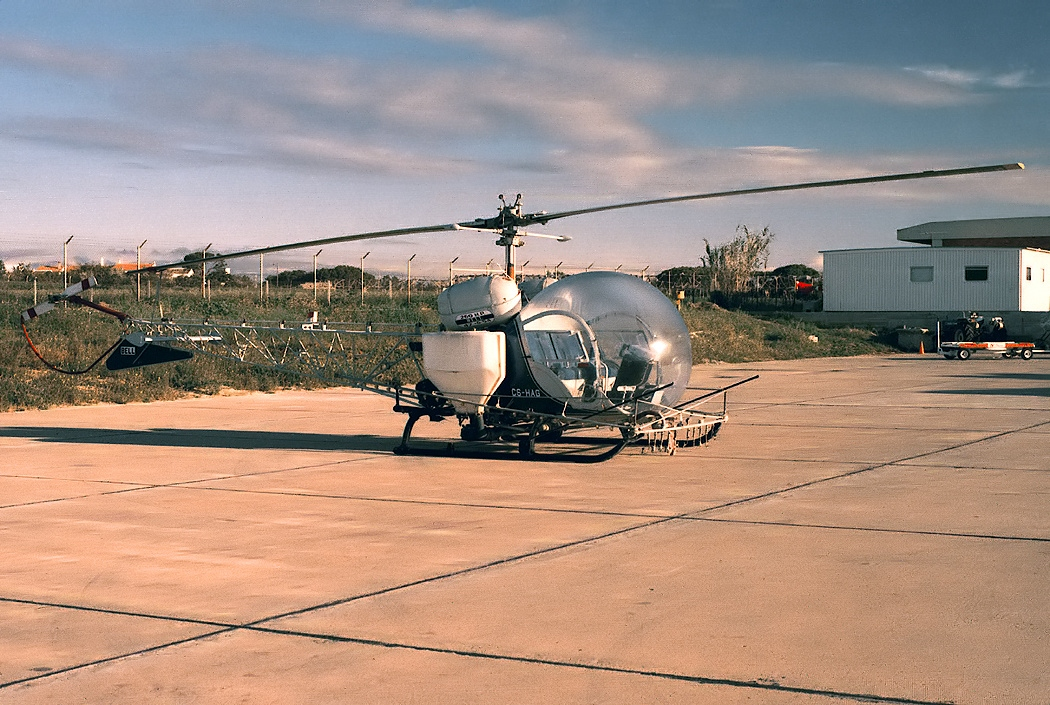
Un Bell 47G-5A

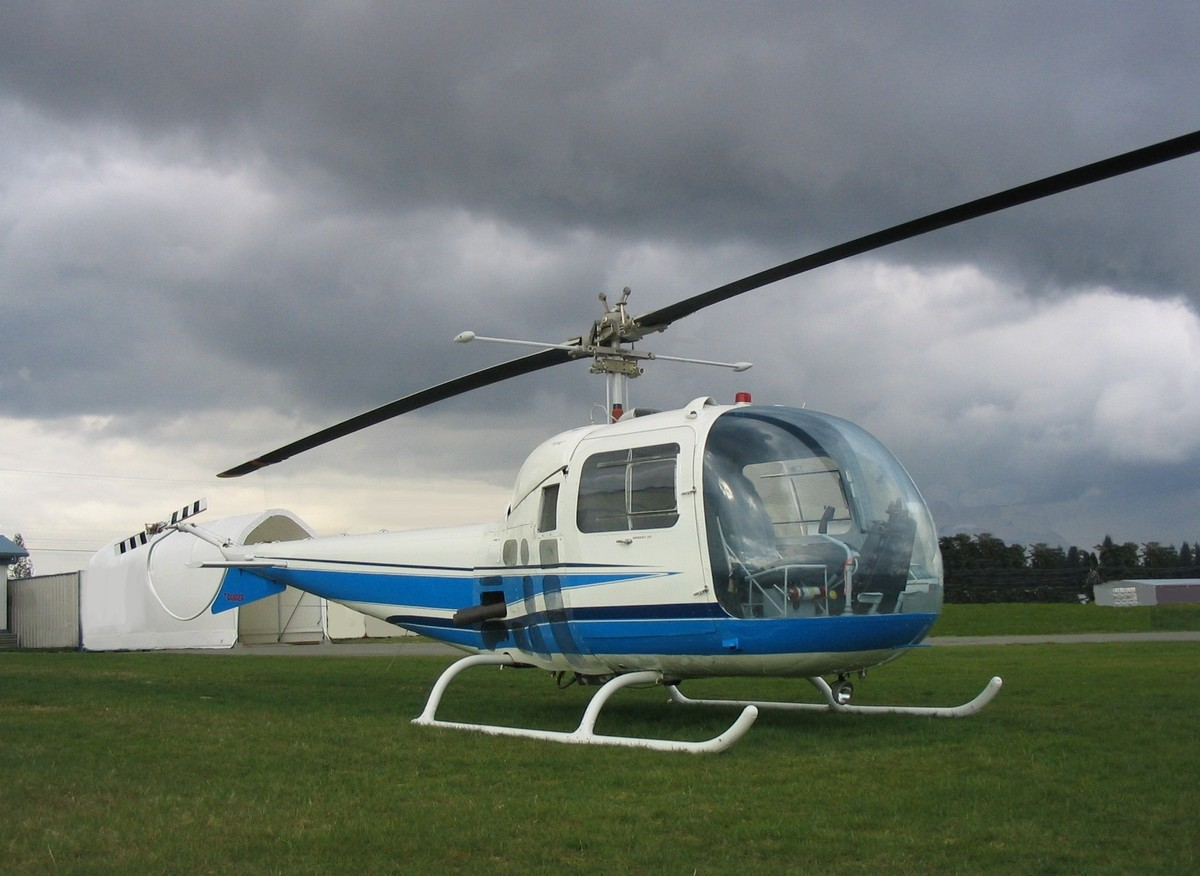
Un Bell 47J Ranger

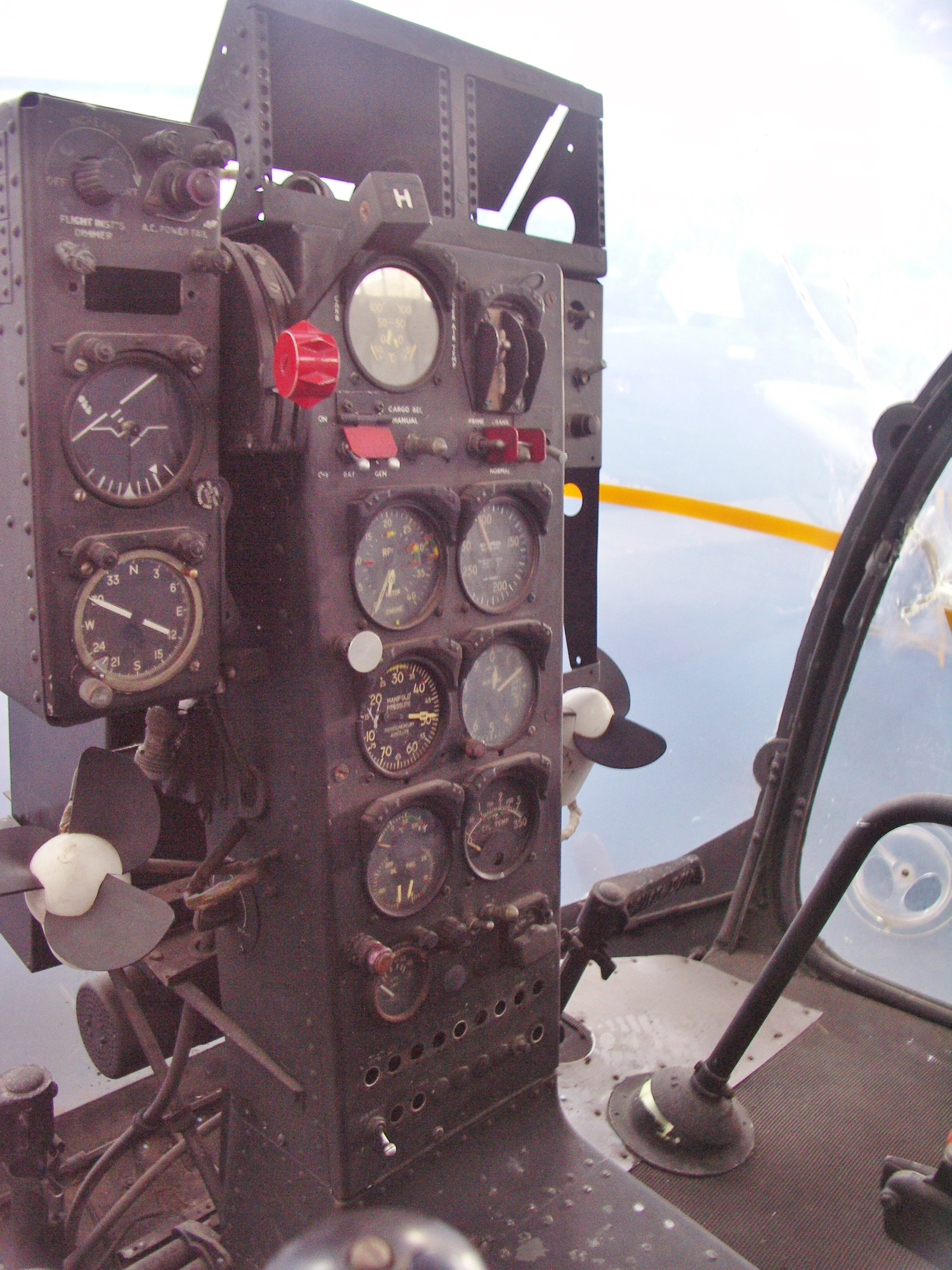
Il pannello strumenti del 47G.

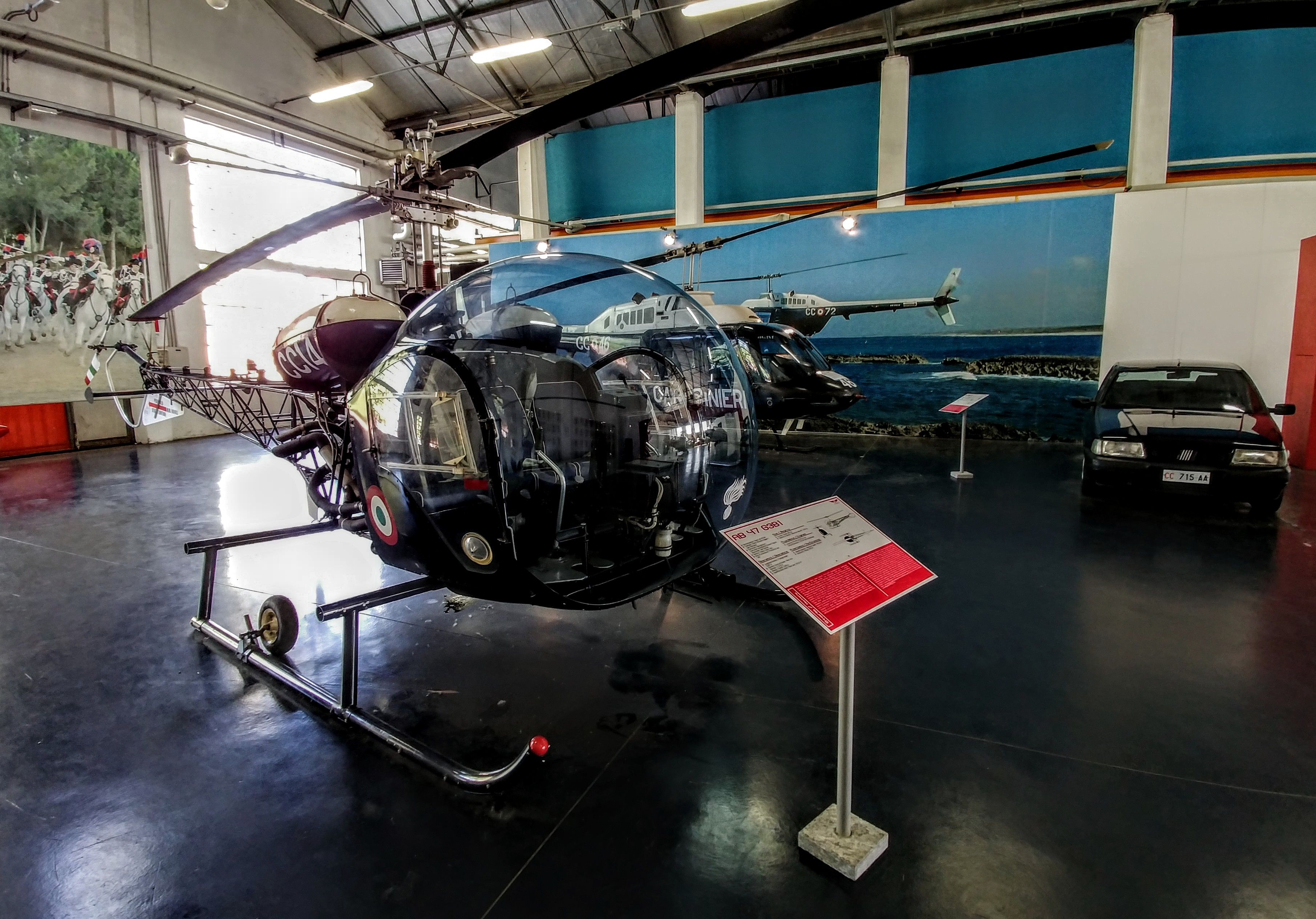
AB-47G3B1 dell'Arma dei Carabinieri esposto al Parco e Museo di Volandia.

Bell 47
versione di preproduzione, equipaggiata con un motore a pistoni Franklin da 133 kW (178 hp).
Bell 47A
sviluppo del Bell 47, equipaggiato con un più potente motore Franklin O-335-1 da 117 kW (157 hp).
Bell 47B
versione equivalente alla YR-13/HTL-1 militare, equipaggiata con un motore Franklin O-335-1 da 117 kW (157 hp).
Bell 47B-3
versione utility e per uso agricolo, caratterizzata da una cabina di pilotaggio aperta, protetta da una semibolla avvolgente in plexiglas ma priva del tetto, e carrello dotato di ruote. Venne anche prodotta in una speciale versione postale destinata all'United States Postal Service designata Bell "Airmailer" 
Bell 47C
Bell 47D
evoluzione della versione 47B-3, caratterizzata ancora da una cabina aperta ma con una diversa e migliore copertura, nuovo carrello d'appoggio con ruote dotate di impianto frenante, nuovo impianto elettrico ora a 24 V e nuovo sistema di alimentazione del motore, disponibile anche nella versione idro con carrello sostituito da galleggianti (47D-S), equipaggiata con un motore Franklin 6V4-178-B32 da 178 hp.
Bell 47D-1
versione introdotta nel 1949, caratterizzata da una trave di coda tubolare a vista, simile a quella adottata dal terzo prototipo del Model 30, ed una cabina con configurazione a tre posti.
Bell 47E
versione equipaggiata con un motore Franklin 6V4-200-C32 da 149 kW (200 hp).
Bell 47F
Bell 47G
versione che riunisce il motore Franklin 6V4-200-C32 da 149 kW (200 hp) con la cabina in configurazione a tre posti del 47D-1 ed introduce la configurazione a serbatoi sdoppiati posizionati ai lati del motore.
Bell 47G-2
versione equipaggiata con un motore Avco Lycoming VO-435 da 179 kW, prodotta su licenza dalla britannica Westland Aircraft come Westland Sioux destinata alla British Army, Royal Air Force e Royal Marines.
Bell 47G-2A
versione equipaggiata con un motore Avco Lycoming VO-435 da 179 kW.
Bell 47G-2A-1
versione caratterizzata dalla cabina di maggiori dimensioni, nuove pale del rotore e capacità di carburante incrementata.
Bell 47G-3
versione equipaggiata con un motore Franklin 6VS-335-A sovralimentato da 168 kW.
Bell 47G-3B
versione equipaggiata con un motore Avco Lycoming TVO-435 sovralimentato da 209 kW.
Bell 47G-4
versione triposto equipaggiata con un motore Avco Lycoming VO-540.
Bell 47G-5
versione utility triposto. Una versione agricola biposto venne in seguito designata Ag-5. La 47G-5 fu l'ultima versione prodotta dalla Bell.
Bell 47H-1
versione con cabina chiusa a tre posti e fusoliera.
Bell 47J Ranger
variante con cabina maggiorata quadriposto, equipaggiata con motore Avco Lycoming VO-435.

### Militari

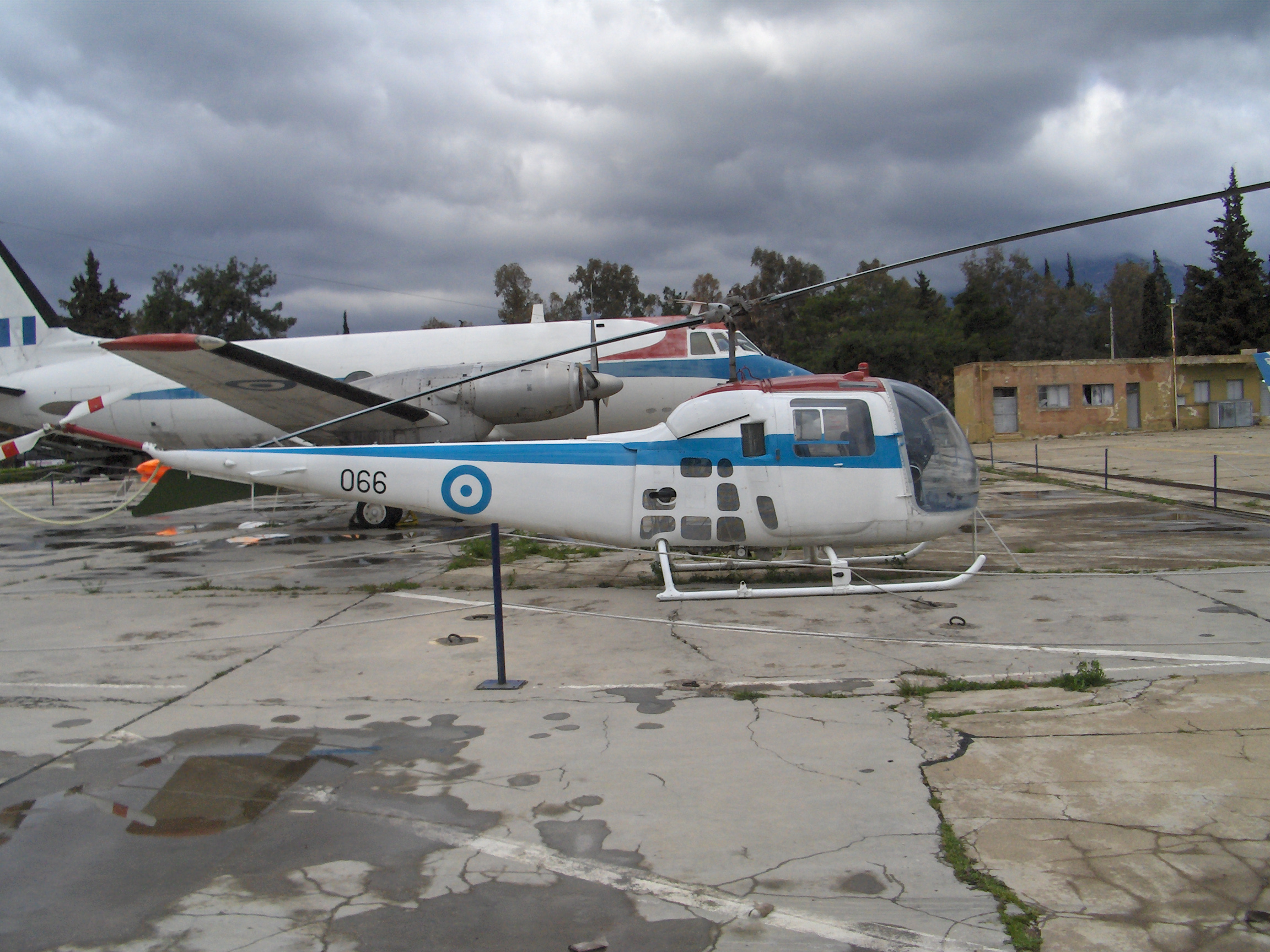
Un Bell 47H con livrea della greca Polemikí Aeroporía.

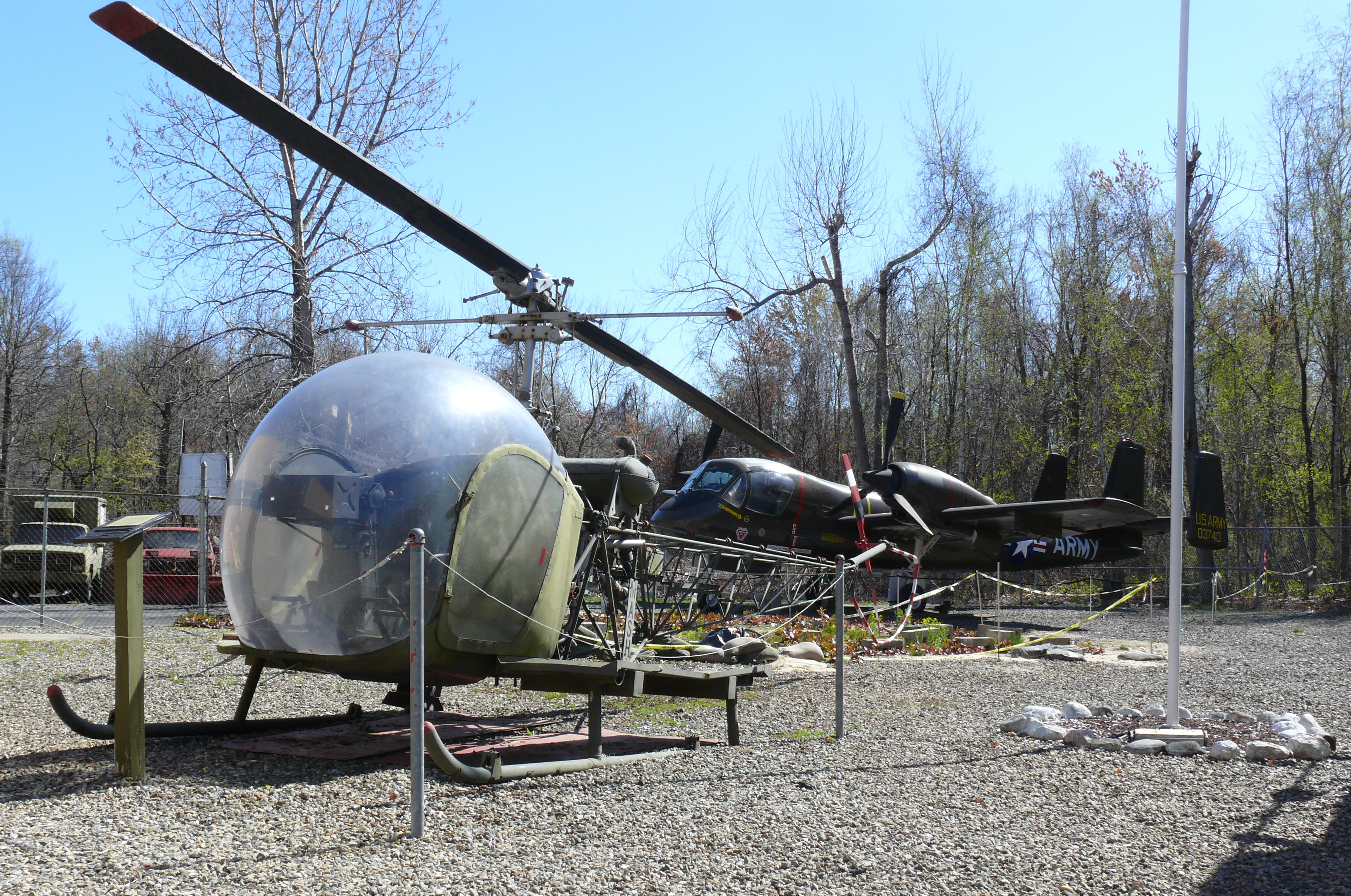
Un Bell H-13 Sioux

Un Agusta-Bell AB 47 G-2 dei Vigili del Fuoco all'aeroporto di Alghero-Fertilia nel 1973.

Bell H-13 Sioux

### Versioni prodotte su licenza

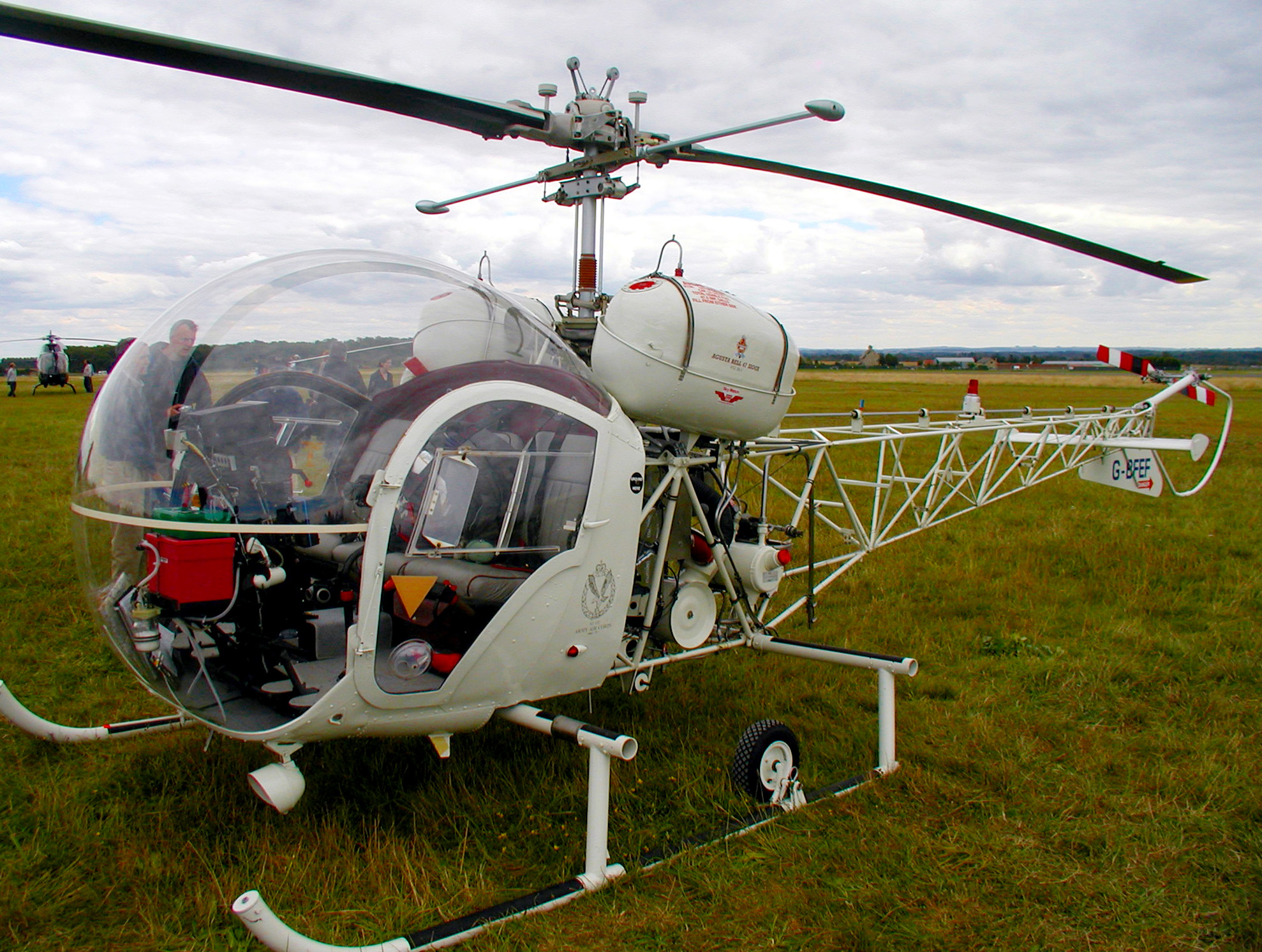
Agusta Bell 47G-3B-1 marche UK G-BFEB, del 1964 a Kemble, Gloucestershire, England.

In Europa, il Bell 47 è stato costruito su licenza sia da Agusta (Italia) dalla versione G come AB-47G che da Westland Aircraft    (Regno Unito) come sub-licenziatario di Agusta come Sioux (AH Mk 1, HT Mk 2) dalla versione G-4
Agusta A115
prototipo basato sul Bell 47J, realizzato nel 1971 dell'azienda italiana Agusta, caratterizzato dalla trave di coda in struttura tubolare nuda ed equipaggiato con una turbina Turboméca Astazou II.
Meridionali-Agusta EMA 124
prototipo di costruzione italiana, caratterizzato da una fusoliera ridisegnata, non entrato in produzione in serie.
Kawasaki KH-4
versione di produzione giapponese realizzata dalla Kawasaki Heavy Industries, caratterizzata dalla cabina allungata e nuovi sistemi di controllo.

### Conversioni
Carson Super C-4

Continental Copters El Tomcat Mk.II
conversione ad opera della Continental Copters Inc. del Bell 47G-2, caratterizzato da radicali modifiche per essere impiegato per uso agricolo tra le quali l'applicazione di un impianto di irrorazione per sostanze chimiche. Primo volo in aprile 1959, seguita da ulteriori versioni migliorate.

## Utilizzatori

### Governativi
Italia
- Guardia di Finanza

48 tra AB-47G/G2/G3B1/J/J3 ricevuti a partire dal 1954.

### Militari
Argentina
 Australia
 Austria
 Brasile
 Canada
 Cile
 Cipro
- Kypriaki Stratiotiki Aeroporia

2 AB.47J-2A acquisiti rispettivamente nel 1964 e nel 1967, e rimasti in organico fino al 1972.
 Colombia
 Cuba
 Rep. Dominicana
 Ecuador
 Filippine
- Philippine Air Force

 Francia
 Germania
- Heer

3 Agusta-Bell AB-47G2 di costruzione Agusta ed 1 Bell 47G2 ceduti a Malta nel 1972.
 Giamaica
 Giappone
- Kaijō Jieitai

15 Bell 47 in servizio dal 1954 al 1995.
- Rikujō Jieitai

131 Bell H-13 Sioux in servizio dal 1954 al 1982.
- Kaijō Ho'an-chō

15 Bell 47 in servizio dal 1953-1992.
 Grecia
- Polemikí Aeroporía

 Guatemala
 Indonesia
 India
 Islanda
- Icelandic Coast Guard

 Israele
 Italia
- Aeronautica Militare
- Esercito Italiano
- Marina Militare
- Arma dei Carabinieri

30 tra AB-47G e AB-47J acquistati a partire dal 1960.
- Vigili del Fuoco

 Jugoslavia
 Lesotho
- Lesotho Defense Force Air Wing

1 AB-47G consegnato.
 Libia
 Madagascar
 Malaysia
 Malta
- Stormo aereo maltese

3 Agusta-Bell AB-47G2 di costruzione Agusta ed 1 Bell 47G2 ex Heer, consegnati nel 1972, revisionati a Bergamo tra il 1975 e il 1976 e dismessi tra il 1997 e il 2002.
 Messico
 Norvegia
 Nuova Zelanda
- Royal New Zealand Air Force, No. 3 Squadron RNZAF

 Pakistan
 Paraguay
- Armada Paraguaya

quattro Bell 47 acquistati nei primi anni 1970
 Perù
 Regno Unito
- British Army
- Royal Air Force

 Senegal
 Spagna
 Sri Lanka
 Stati Uniti
- United States Air Force
- United States Army
- United States Navy
- United States Marine Corps
- United States Coast Guard

 Svezia
 Thailandia
 Taiwan
 Turchia
- Jandarma Genel Komutanlığı

6 Bell 47G-3 in servizio dal 1975 e al 1976.
 Uruguay
 Venezuela
 Yemen del Sud
 Zaire
 Zambia
- Zambia Air Force

21 AB-47G-4A ricevuti tra il 1972 ed il 1978.

## Il Bell 47 nelle Forze Armate Italiane
Agli inizi degli anni cinquanta l'elicottero Bell 47 iniziò ad essere costruito su licenza in Italia dalla società Agusta che, fino ad allora, era stata coinvolta prevalentemente nella produzione di motociclette. Il primo AB 47G prodotto in Italia iniziò le prove di collaudo il 22 maggio 1954 e nel 1956 la produzione era arrivata a dieci esemplari al mese. In precedenza il ministero dell'agricoltura e delle foreste aveva acquistato due Bell 47-D, impiegandoli nel 1949 in Sardegna in una campagna antimalarica La versione dell'AB 47G realizzata su licenza dall'Agusta riproponeva la configurazione con la bolla di plexiglas anteriore e fusoliera a traliccio con tubi metallici a vista. L'elicottero, chiamato affettuosamente “Gigetto” dagli equipaggi italiani, ha servito nell'Aeronautica Militare Italiana, nell'Aviazione Leggera dell'Esercito, nella Marina Militare, nell'Arma dei Carabinieri, nella Guardia di Finanza e nel Corpo dei Vigili del Fuoco.

### Esercito
L'Esercito Italiano ricevette i suoi primi elicotteri AB-47G2 nel 1956 e nello stesso anno, a Casarsa della Delizia, in provincia di Pordenone, veniva inaugurato ufficialmente il Reparto Sperimentale Elicotteri, che nel 1958, con l'arrivo degli AB-47J divenne la prima unità operativa su ala rotante dell'aviazione dell'Esercito con il nome di 1º Reparto Elicotteri dell'Aviazione Leggera dell'Esercito. Gli ultimi esemplari di AB 47 vennero radiati dall'Esercito nel 1984.

### Aeronautica Militare
L'Aeronautica Militare ricevette i suoi primi AB 47 alla fine del 1954, immettendoli in servizio presso il Reparto Addestramento Elicotteri, costituito il 1º febbraio 1953 presso l'aeroporto di Roma-Urbe. Il reparto venne trasferito nella primavera del 1955 al Centro Elicotteri dell'Aeronautica Militare di Frosinone evolvendosi nella Scuola Volo Elicotteri, occupandosi dell'addestramento degli equipaggi anche delle altre Forze Armate e Corpi dello Stato.
Accanto all'AB 47G2, la variante più diffusa, venne sviluppato l'AB 47G3 “Super Alpino”, espressamente sviluppato dall'Agusta per l'impiego in alta montagna.
Gli ultimi AB 47G2 che operavano presso la Scuola Volo Elicotteri, che dal 1985 aveva assunto la nuova denominazione di 72º Stormo, sono stati progressivamente sostituiti con i Breda Nardi Hughes NH-500E e radiati agli inizi degli anni novanta.

### Marina Militare
La storia dell'AB-47 nella Marina Militare Italiana nel luglio del 1953 quando venne eretta a bordo del Garibaldi una piattaforma per elicotteri su cui un elicottero Bell 47G effettuò nel golfo di Gaeta una serie di prove di appontaggio e decollo. L'esito positivo di queste prove portò ad un'ordinazione di tre di questi elicotteri all'Agusta da parte della Marina Militare, passati poi a sette, mentre un primo gruppo di specialisti venne inviato alle scuole dell'Aeronautica Militare per il conseguimento delle relative specializzazioni.
Nel 1956 venne varata una legge che limitava il monopolio dell'Aeronautica Militare ai soli velivoli ad ala fissa con peso superiore ai 1.500 chili, consentendo alla Marina Militare di costituire una propria componente aerea elicotteristica autonoma.
Il 1º agosto 1956 venne attivato sull'eliporto di Augusta Terrevecchie, presso l'area della attuale base navale, il 1º Gruppo Elicotteri della Marina Militare (1° GRUPELICOT) e questa base elicotteristica denominata MariEliport, inquadrando inizialmente tre AB-47G, portati successivamente a sette nel dicembre 1957. Con la sua costituzione è iniziata la storia moderna della Aviazione Navale Italiana.
Gli AB-47G poco si adattavano ad un impiego operativo in ambito navale e così nel 1958 arrivarono sei esemplari AB-47J che offrivano un maggiore spazio a bordo e possedevano caratteristiche migliori; in attesa del loro impiego a bordo, vennero inizialmente destinati alle prime sperimentazioni di appontaggio, sia in movimento che da fermo, effettuate impiegando una bettolina ancorata nel porto di Augusta; non potendo imbarcare contemporaneamente sia gli apparati di ricerca che di attacco, vennero realizzati in due differenti configurazioni, una di ricerca con un apparato sonar per la scoperta dei sommergibili, ed una di attacco armata con un siluro Mk 44 ad autoguida acustica. Il 15 agosto 1959 il 1º Gruppo Elicotteri venne dislocato a Catania Fontanarossa e il 24 ottobre 1961 un elicottero AB-47J effettuò il primo appontaggio su una nave italiana la fregata Luigi Rizzo.
Nel gennaio 1962, nell'ambito del Mutual Defense Assistance Program, vennero consegnati i primi tre AB-47J3, che iniziarono ad entrare in servizio a partire dal settembre 1962, per un totale di 20 macchine, che rappresentavano una versione potenziata della precedente in virtù di una maggiore potenza del motore ed una maggiore altezza dei pattini, in modo da poter collocare in maniera più appropriata le apparecchiature di bordo e nello stesso tempo trasportare un maggiore carico utile; la soluzione adottata permise a ciascun elicottero la conduzione autonoma della lotta antisommergibile, essendo in grado di assolvere sia la ricerca, sia l'attacco di eventuali sommergibili nemici. Nel corso degli anni sessanta gli AB-47J3 vennero imbarcati a bordo delle unità della classe “Bergamini”.
Con l'entrata in servizio, a partire dal 1964, degli elicotteri Agusta Bell AB-204AS, macchine di medie dimensioni e di caratteristiche superiori, gli AB 47 vennero progressivamente dismessi dalla Marina Militare e vennero ceduti ai Carabinieri, uscendo del tutto di scena dalla componente elicotteristica della Marina Militare nel 1972

## Il Bell 47 nella cultura di massa
- In ambito cinematografico, il Bell 47 compare nei film Agent 007 - Si vive solo due volte, M*A*S*H, Poliziotto superpiù
- In ambito televisivo, il Bell 47 svolge un carattere centrale nella serie Whirlybirds (1957-1960), trasmessa in Italia negli anni '60 con il nome di Avventure in elicottero
- In ambito videoludico, l'aeromobile compare nel videogioco Metal Slug 3[25] e in Grand Theft Auto San Andreas e Grand Theft Auto: Vice City Stories (dove il Bell 47D armato di browning e con galleggianti viene denominato Sea Sparrow e la versione senza armi e a pattini normali viene chiamato sparrow).
- La copertina dell'album "Arrival" degli ABBA, ritrae i quattro componenti del gruppo a bordo di un Bell 47.